# Adolf Tellkampf

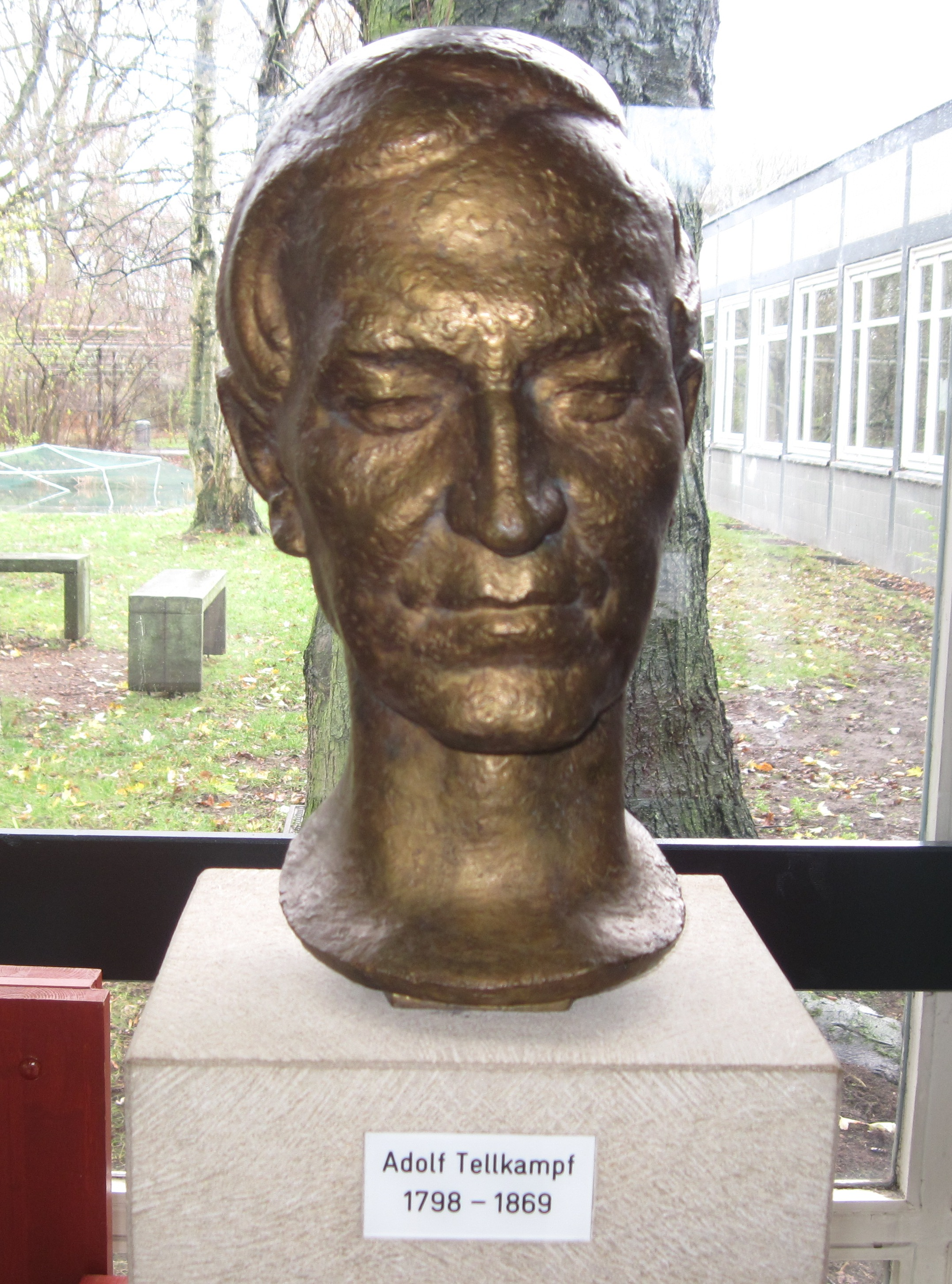
Büste von Adolf Tellkampf im Foyer der Tellkampfschule in Hannover

Johann Dittrich Adolf Tellkampf (* 23. Mai 1798 in Hannover; † 9. März 1869 ebenda) war ein deutscher Mathematiker und Pädagoge.  Er war Gründungsdirektor der höheren Bürgerschule in Hannover, die ab 1868 zur Realschule 1. Ordnung und später zum Realgymnasium wurde. Daraus entwickelte sich das heutige Gymnasium Tellkampfschule.

## Leben und Werk
Adolf Tellkampf nahm als Jugendlicher im Alter von 16 Jahren an den Befreiungskriegen gegen die Truppen Napoleon Bonapartes teil. Ab 1818 begann er ein Studium der Mathematik an der Universität Göttingen, wo er u. a. bei Bernhard Friedrich Thibaut studierte.  Im zweiten Studienjahr wurde er durch ein Privatissimum Über sphärische und theoretische Astronomie Schüler von Carl Friedrich Gauß. 1821 bearbeitete er erfolgreich eine Preisaufgabe der philosophischen Fakultät, reichte das Ergebnis als Dissertation ein und wurde im März 1822 promoviert.
Nach einer Tätigkeit 1822 bis 1824 als Privatdozent in Göttingen übernahm Tellkampf 1824 eine Stellung als Mathematiklehrer am Gymnasium in Hamm.  1834 holte der für Hamm zuständige Oberschulrat Tellkampf als Gründungsdirektor der neu zu schaffenden höheren Bürgerschule nach Hannover. Im Gegensatz zum humanistischen Ratsgymnasium sollte die neue Schule Handelslehre, Mathematik und Naturwissenschaften in den Mittelpunkt der Ausbildung stellen.
Noch 1834 wurde Tellkampf zum Professor ernannt und widmete sich mit ganzer Kraft seinem Lebenswerk, dem Aufbau der 1835 gegründeten neuen Schule. In den Jahresberichten der Schule veröffentlichte er seine richtungweisenden Abhandlungen zur Pädagogik der Chemie und Physik, in der er Experiment und Mathematik in gleicher Weise berücksichtigt wissen wollte. Am 3. Mai 1854 wurde am Georgsplatz in Nachbarschaft des ehemaligen Hoftheaters das repräsentative neue Schulgebäude bezogen, in dem Tellkampf bis zu seinem Tod 1869 wirkte.
Tellkampf verfasste zahlreiche Schriften und Lehrbücher, darunter eine Vorschule für Mathematik, die zwischen 1829 und 1856 in fünf Auflagen erschien.

## Ehrungen

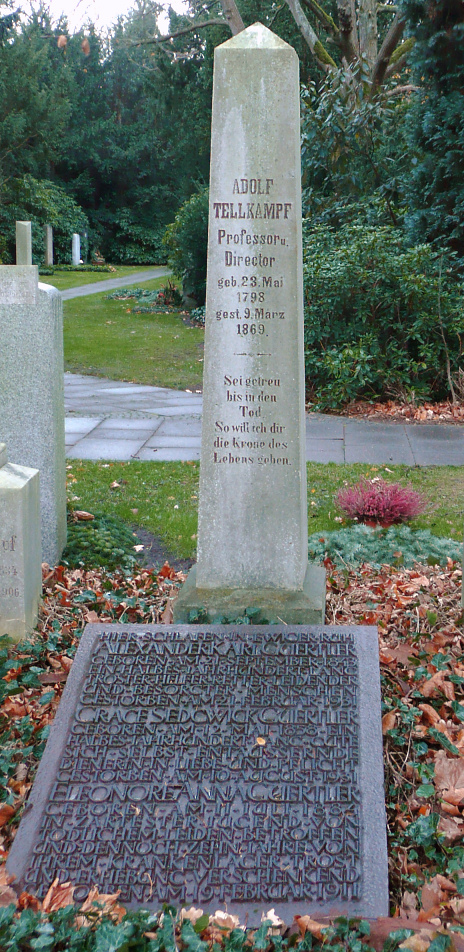
Grab auf dem Stadtfriedhof Engesohde

- Das Ehrengrab Tellkampfs findet sich auf dem Stadtfriedhof Engesohde in Hannover.
- Die 1892 posthum nach ihm benannte Tellkampfstraße im hannoverschen Stadtteil Oststadt wurde 1955 aufgehoben.
- 1950 wurde die Büste Tellkampfs von dem Bildhauer und ehemaligen Schüler der Tellkampfschule Friedrich Adolf Sötebier für die Tellkampfschule in Hannover geschaffen. Sie steht im Foyer der Schule.[1]
- 1956 wurde das neu erbaute Schulgebäude der Tellkampfschule am Altenbekener Damm in Hannover nach Tellkampf benannt.

## Veröffentlichungen (Auswahl)
- Historiae criticae variarum opinionum, quae circa corporum formam fluidam aut firmam hucusque in lucem prodiere. Preisaufgabe Göttingen 1821.
- Dissertatio de instituendae militiae principiis. Dissertation Göttingen 1823.
- Darstellung der mathematischen Geographie mit besonderer Rücksicht auf geographische Ortsbestimmung. Hahn, Hannover 1824.
- Vorschule der Mathematik. Rücker, Berlin 1829;  2. Auflage 1835; 3. Auflage 1842 (Digitalisat); 4. Auflage 1847 (Digitalisat); 5. Auflage 1856 (Digitalisat).
- Die höhere Bürgerschule in Hannover geschildert nach zehnjährigem Bestehen von dem Direktor derselben Prof. Dr. A. Tellkampf. Helwing’sche Hofbuchhandlung, Hannover 1845 (Digitalisat).
- Die Verhältnisse der Bevölkerung und der Lebensdauer im Königreiche Hannover ein Beitrag zur Statistik Deutschlands. Helwing, Hannover 1846 (Digitalisat).
- Physikalische Studien. Eine Reihe naturwissenschaftlicher Abhandlungen. Rümpler, Hannover 1854 (Digitalisat).
- Irmgard. Ein Gedicht in 12 Gesängen. Rümpler, Hannover 1850; 2. Auflage 1851; 3. Auflage 1856 (Digitalisat).
- Asträa. Briefe über Astronomie an eine Dame. Rümpler, Hannover 1853 (Digitalisat); 2. Auflage 1858 (unter dem Pseudonym F. E. Bernhardi).
- Ueber die subjective Zeitmessung in deutscher Musik und Dichtung (Jahresbericht der Höheren Bürgerschule zu Hannover 1857). Hannover 1857.
- Die höhere Bürgerschule in Hannover geschildert auf Veranlassung ihres 25jährigen Bestehens am 9. October 1860 von dem Director der Anstalt Dr. A. Tellkampf. Culemann, Hannover 1860 (Digitalisat).
- Die Franzosen in Deutschland. Historische Bilder. Rümpler, Hannover 1860 (Digitalisat); 2. Auflage 1861; 3. Auflage 1864.
- Johann Kepler, der Begründer der neueren Astronomie (Jahresbericht der Höheren Bürgerschule zu Hannover 1862). Hannover 1862 (Digitalisat).
- Rückblick auf die Entwicklung der Schule bis zur Gegenwart (Programm der Realschule erster Ordnung). Hannover 1868.